# Volby do zastupitelstva Kroměříže 1927
Volby do zastupitelstva Kroměříže 1927 proběhly 4. prosince, když tohoto dne se volilo např. i v Pardubicích či Olomouci. Jednalo se o první volby, kterých se po několik měsíců starém odebrání aktivního voličského práva, neúčastnili vojáci a četníci, což se dotklo i Kroměříže coby posádkového města (dle údajů z roku 1923 čítala zdejší posádka přibližně 1 700 vojáků). Volilo se opět celkem 36 zastupitelů a voleb se účastnilo deset kandidátních listin: Republikánská strana zemědělského a malorolnického lidu neboli agrární strana, se oproti předchozím volbám v roce 1923 rozdělila dvě kandidátky, voleb se dále účastnila Československá strana lidová, za níž kandidovali i představitelé místní německé menšiny, kteří v předchozích volbách v roce 1923 získali samostatně dva mandáty, Československá strana národně socialistická, Komunistická strana Československa, "starostenská" Československá národní demokracie, Československá živnostensko-obchodnická strana středostavovská, Československá sociálně demokratická strana dělnická, Národní strana práce a vlastní kandidátní listinu postavili i místní Židé. Nekandidovali fašisté, v té době prožívající boom, a to i přesto, že na počátku dvacátých let se na Moravě konstituovali v blízkém Holešově okolo skupiny Roberta Macha a jeho týdeníku Hanácká/Národní republika.
Před volbami konaly strany tradičně veřejné schůze, kde vystupovali coby hlavní řečníci především přespolní poslanci a senátoři v čele s národněsocialistickým předsedou Václavem Klofáčem. Kampaň některých stran cílila i na ženy, když národnědemokratický deník Haná k tomu poznamenal: "Jako v celé řadě míst mají také v Kroměříži voličky většinu. Je to patrno též z volební agitace, v níž se věnuje největší pozornost ženám. Činí tak hlavně strany socialistické, komunisté a lidovci. Tito pořádají v poslední době řadu večírků s programem pro ženy ve Sladovnách".
Volby probíhaly v době, kdy zemi již vládla třetí vláda Antonína Švehly, takzvaná Panská koalice sdružující pravicové a středové politické strany české i německé. Do voleb proto Československá sociálně demokratická strana dělnická šla už jako opoziční formace, s ostřejší rétorikou, díky celostátně čemuž ve volbách posílila, ale přímo v Kroměříži i oproti předchozím volbám sociální demokraté oslabili, když Lidové noviny o jejich výsledcích zkonstatovaly, že "vysvětlení je patrně třeba hledati v místních poměrech a v osobách, nikoli v celkové tendenci." Při volební účasti činící 89,63 %, kdy v ten den "severák vyháněl lid z ulic do teplých hostinců, kaváren a restaurací", obhájili i přes pokles zisku hlasů své výrazné vítězství z roku 1923 lidovci (zvítězili ve všech deseti okrscích), komunisté a národní demokraté si udrželi postavení druhé a třetí nejsilnější strany, sociálními demokraty ztracený mandát získali národní socialisté a prohradní Národní strana práce získala tři mandáty, což se rovnalo společnému úbytku mandátů u lidovců a Němců.
Ve funkci starosty setrval ve svém třetím volebním období národní demokrat Josef Jedlička.

## Výsledky hlasování
| Strana                                                                        | Počet hlasů (abs.) | %        | Zastupitelé |
| ----------------------------------------------------------------------------- | ------------------ | -------- | ----------- |
| Československá strana lidová                                                  | 2 707              | 33,74    | 12          |
| Komunistická strana Československa                                            | 1 057              | 13,18    | 5           |
| Československá národní demokracie                                             | 986                | 12,29    | 5           |
| Československá strana národně socialistická                                   | 886                | 11,04    | 4           |
| Československá živnostensko-obchodnická strana středostavovská                | 721                | 8,99     | 3           |
| Národní strana práce                                                          | 565                | 7,04     | 3           |
| Československá sociálně demokratická strana dělnická                          | 549                | 6,84     | 2           |
| Židovská kandidátka                                                           | 202                | 2,52     | 0           |
| Republikánská strana zemědělského a malorolnického lidu - Malozemědělci       | 195                | 2,43     | 1           |
| Republikánská strana zemědělského a malorolnického lidu - Agrární inteligence | 154                | 1,92     | 1           |
| Celkem                                                                        | 8 022              | 100,00 % | 36          |

## Zvolení zastupitelé
Do zastupitelstva byly zvoleny tyto osobnosti:
Československá strana lidová: 
- Dr. Metoděj Barták, advokát
- Jan Melichar, profesor
- Jan Kutňák, rolník
- Emil Pilz
- Josef Vacl
- Augustin Motal
- Jan Paška (něm. národnosti), hřebenář
- František Nábělek
- Jindřich Barnet
- P. Alois Šebela, vikář
- Ignác Miklica
- Peregrin Penka (něm. národnosti)

Komunistická strana Československa:
- Alois Polišenský
- Bedřich Zelinka,
- Vojtěch Tuček
- Františka Hrabálková
- Karel Rajnoch

Československá národní demokracie:
- Josef Jedlička
- Cyril Gardavský
- MUDr. Augustin Mlčoch
- Ferdinand Roch
- František Vrtílek

Československá strana národně socialistická:
- Alois Hrabánek
- Dr. Jan Štros
- Amálie Pouchlá
- Emil Vraník

Československá živnostensko-obchodnická strana středostavovská:
- Antonín Svoboda
- Jakub Lacina
- Josef Conk

Národní strana práce:
- Dr. Jan B. Rudolf
- František Malina
- Viktor Přikryl, soudní revident

Československá sociálně demokratická strana dělnická:
- František Waisser, odborný učitel
- Emil Havlíček

Republikánská strana zemědělského a malorolnického lidu - Malozemědělci: 
- Dr. Jan Kozánek, statkář

Republikánská strana zemědělského a malorolnického lidu - Agrární inteligence: 
- František Zavadil